# Sergiu Sîrbu (politician)
Sergiu Sîrbu (născut Serghei Sîrbu, pe 28 septembrie 1980, Chișinău) este un politician din Republica Moldova, din 2010 deputat în Parlamentul Republicii Moldova în fracțiunea Partidului Democrat, iar din 11 iulie 2014 Vicepreședinte al Parlamentului Republicii Moldova. Anterior Sergiu Sîrbu a fost membru PCRM până la 12 decembrie 2012, când a părăsit partidul.
Pe 19 februarie 2020 Sergiu Sîrbu împreună cu un grup de deputați PDM au plecat din fracțiunea democraților și au părăsit partidul. Pe 20 februarie 2020 aceștia au anunțat în cadrul unui briefing de presă despre constituirea grupului parlamentar Pro Moldova.